# خوش‌بین‌های ناین المز
خوش‌بین‌های ناین المز یا خوش‌بین‌ها (انگلیسی: The Optimists of Nine Elms) یک فیلم درام بریتانیایی محصول سال ۱۹۷۳ با بازی پیتر سلرز و کارگردانی آنتونی سیمونز است که در سال ۱۹۶۴ رمانی را نیز نوشت که فیلم بر اساس آن ساخته شده است. این فیلم درباره یک نوازنده قدیمی خیابانی (با بازی سلرز) است که با دو فرزند دوست می‌شود، لیز با بازی دونا مولان و برادر کوچکترش مارک با بازی جان شافی. هیچ یک از بازیگران کودک در فیلم‌های بعدی حضور نداشتند. کیت چگوین جوان نیز نقش کوچکی را ایفا کرد. زمانی که مولان در حال جستجوی مکان‌ها بود و او را در حالی که از مدرسه به خانه برمی‌گشت دیدند، توسط گروه فیلم‌برداری برای نقش خود استخدام شد.

## بازیگران
- پیتر سلرز در نقش سم
- دونا مولان در نقش لیز
- جان شافی در نقش مارک
- دیوید داکر در نقش باب الیس
- مارجوری یتس در نقش کریسی الیس
- پاتریشیا بریک در نقش وزیر کشور سگ‌ها
- دان کراون در نقش باسکر
- مایکل گراهام کاکس در نقش پارک بان
- بروس پارچز در نقش پلیس
- پت اشتون در نقش زن در مهد کودک
- کیت چگوین در نقش جورجی (بی‌اعتبار)
- هیلاری پریچارد در نقش بانوی لباسشویی (بی‌اعتبار)